# Czesław Hodór
Czesław Hodór (ur. 15 lipca 1929 w Zarębkach, zm. 20 marca 2013 w Brzozowie) – polski leśnik, działacz partyjny i państwowy, wojewoda przemyski (1975–1976).

## Biografia
Syn rolników Józefa i Katarzyny. Uczył się w Kolbuszowej w tajnym nauczaniu, następnie ukończył studia leśne w Warszawie.
Pracował w Związku Młodzieży Polskiej. W 1953 wstąpił do Polskiej Zjednoczonej Partii Robotniczej. Od 1955 do 1958 należał do partyjnego plenum powiatowego, a od 1957 do 1967 był sekretarzem komitetu gromadzkiego partii w Cisnej i Wiśniowej. Należał do plenum i egzekutywy Komitetu Wojewódzkiego PZPR w Przemyślu. 
Pracował jako adiunkt, a następnie nadleśniczy w Cisnej i Wiśniowej. W 1967 roku został zastępcą dyrektora, a następnie dyrektorem Okręgowego Zarządu Lasów Państwowych w Przemyślu.
W 1975 został pierwszym wojewodą przemyskim. Jego zastępcami na stanowisku wicewojewody zostali: Marian Grendys, Kazimierz Barwacz i Tadeusz Dec. Zakończył pełnienie funkcji z końcem marca 1976 roku.
Prawdopodobnie później był dyrektorem Okręgowego Zarządu Lasów Państwowych w Przemyślu, a także pracował na analogicznym stanowisku w Warszawie. Pochowany na cmentarzu w Warszawie-Pyrach.

## Odznaczenia
- Brązowy Krzyż Zasługi (1955)[7].